# The Neighborhood (telessérie)
The Neighbourhood é uma sitcom americana criada por Jim Reynolds e exibida pela CBS. A série gira em torno de uma família branca do Meio-Oeste tentando se adaptar a seu novo bairro, numa comunidade predominantemente negra, em Pasadena, Califórnia. É estrelado por Cedric the Entertainer, Max Greenfield, Sheaun McKinney, Marcel Spears, Hank Greenspan, Tichina Arnold e Beth Behrs.
A primeira temporada estreou em 1 de outubro de 2018. Em janeiro de 2019, a CBS anunciou a renovação da série para uma segunda temporada, que estreou em 23 de setembro de 2019. Em Janeiro de 2022, foi renovada para uma quinta temporada que está programada para estrear em 19 de Setembro de 2022. No Brasil, a série é exibida pelo canal pago Comedy Central desde 10 de agosto de 2021. Em Portugal, a série é exibida pelo canal pago Fox Comedy (atual Star Comedy) desde 28 de fevereiro de 2022.

## Enredo
Dave Johnson (Max Greenfield) é um mediador de conflitos amigável e bem-humorado. Quando sua esposa, Gemma (Beth Behrs), consegue um emprego como diretora de uma escola em Los Angeles, eles se mudam de Kalamazoo, Michigan, com o filho Grover (Hank Greenspan), sem se incomodarem com o fato da nova casa estar localizada em uma comunidade bem diferente da pequena cidade que habitavam, onde nem todos apreciam a conduta de 'boa vizinhança'.
O novo vizinho, mal-humorado e teimoso, Calvin Butler (Cedric the Entertainer),  teme os recém-chegados, certo de que os Johnsons irão perturbar a cultura local. Ele incomoda-se com o comportamento amigável e efusivo de Dave, fazendo de tudo para evitá-lo. No entanto, a extrovertida esposa de Calvin, Tina (Tichina Arnold), é super receptiva com os vizinhos e torna-se melhor amiga de Gemma; o filho mais novo, Marty (Marcel Spears), acha que os Johnsons serão bons para a comunidade; já seu filho mais velho e desempregado, Malcolm (Sheaun McKinney), descobre que Dave pode ser alguém que finalmente o entende. 
Dave percebe que se encaixar na nova comunidade é mais complexo do que ele imaginava, mas se ele encontrar uma maneira de se conectar a Calvin, eles terão uma excelente chance de fazer de seu novo bairro o seu lar.

## Elenco e personagens

### Principal
- Cedric the Entertainer como Calvin Butler, marido de Tina e pai de Malcolm e Marty. Ele é dono de uma oficina mecânica chamada Calvin's Pit Stop.
- Max Greenfield como Dave Johnson, marido de Gemma e pai de Grover. Ele é um mediador profissional de conflitos, veterano militar e graduado pela Western Michigan University em Kalamazoo, Michigan.
- Tichina Arnold como Tina Butler, esposa de Calvin e mãe de Malcolm e Marty. Ela já foi uma aspirante a cantora, depois trabalhou como recepcionista da mecânica de Calvin e agora administra seu próprio negócio de cupcakes.
- Beth Behrs como Gemma Johnson, esposa de Dave e mãe de Grover. Seu novo trabalho como diretora de uma escola particular em Los Angeles é o impulso para a família Johnson se mudar para a Califórnia.
- Sheaun McKinney como Malcolm Butler, filho mais velho de Calvin e Tina. Ele já foi um jogador profissional de beisebol trabalhando nas ligas menores até que uma lesão encerrou sua carreira.
- Marcel Spears como Martin "Marty" Butler, filho mais novo de Calvin e Tina. Ele é um engenheiro de sucesso e possui vários hobbies e interesses nerds.
- Hank Greenspan como Grover Johnson, filho de Dave e Gemma, e um estudante do ensino fundamental.

### Recorrente
- Malik S. como Trey, amigo de Malcolm; mais tarde foi revelado que seu nome verdadeiro é Leslie.
- Earthquake como Que, o dono da barbearia que Calvin e Dave frequentam.
- Gary Anthony Williams como Ernie, um velho amigo de Calvin que administra um bar no bairro.
- Sloan Robinson como senhora Kim, uma vizinha mal-humorada que gosta da companhia de homens mais jovens.
- Chelsea Harris como Necie, uma boxeadora e namorada de Marty.
- Sean Larkins como Randall, o carteiro

### Convidados especiais
- Tracy Morgan como Curtis Butler, irmão mais novo de Calvin[9]
- Patti LaBelle como Marilyn Butler, a mãe de Calvin
- Maurice LaMarche como HandyRandy79
- Juliette Goglia como Meadow
- Alexandra Chando como Chloe
- Jeris Lee Poindexter como Tommy
- Mandell Maughan como Lyndsey
- Jim Meskimen como Dr. Bancroft
- Marla Gibbs como senhorita Simpson
- Josh Brener como Trevor
- Geoff Stults como Logan
- Jim O'Heir como Maynard
- Brian Thomas Smith como Ed
- Kym Whitley como LaTonya
- Cacau Brown como Regina
- Edy Ganem como Sofia
- Deborah Baker Jr. como Brittany
- Victor Williams como Pastor Don
- Ashleigh Hairston como Kiera
- Riki Lindhome como Kristen
- Richard Gant como Walter
- Wayne Brady como vereador Isaiah Evans
- Suzy Nakamura como Dr. Chen
- Milan Carter como Wyatt
- Brian Posehn como Clem
- Patricia Belcher como Irmã Sabrina
- Bob Clendenin como Stan
- Michael Gladis como Dr. Fisher
- George Lopez como Victor Alvarez
- Mike Estime como "Victor Cracudo"
- Nicole Sullivan como Alexis
- Danny Woodburn como prefeito Clyborne
- Anjali Bhimani como Suraya
- Jerome Bettis como ele mesmo
- Shanola Hampton como Nicki
- Gina Yashere como Chika

## Temporadas
| Temporada | Temporada | Episódios | Episódios | Originalmente exibido   | Originalmente exibido |
| Temporada | Temporada | Episódios | Episódios | Estreia da temporada    | Final da temporada    |
| --------- | --------- | --------- | --------- | ----------------------- | --------------------- |
|           | 1         | 21        | 21        | 1 de outubro de 2018    | 22 de abril de 2019   |
|           | 2         | 22        | 22        | 23 de setembro de 2019  | 4 de maio de 2020     |
|           | 3         | 18        | 18        | 16 de novembro de 2020  | 17 de maio de 2021    |
|           | 4         | 22        | 22        | 20 de setembro de 2021  | 23 de maio de 2022    |
|           | 5         | 22        | 22        | 19 de setembro de 2022  | 22 de maio de 2022    |
|           | 6         | 10        | 10        | 12 de fevereiro de 2024 | 6 de maio de 2022     |
|           | 7         | ASA       | ASA       | 21 de outubro de 2024   | ASA                   |